# Paroisse de Saint Mary
La paroisse Saint Mary (en anglais : Saint Mary Parish) est une des subdivisions de la Jamaïque se situant dans le comté de Middlesex. Elle s'étend sur 610 km² et compte 113 000 habitants (2001).

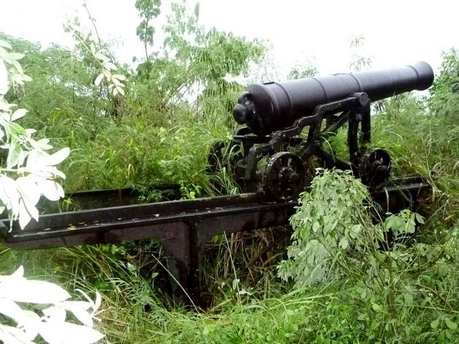
Canon à Fort Haldane

## Personnalités liées à Saint Mary
- Erna Brodber (1940-), écrivaine, sociologue et militante sociale jamaïcaine[1]
- James Charles Beckford, né dans cette paroisse en 1975,athlète jamaïcain, spécialiste du saut en longueur et du triple saut, vice-champion olympique et double vice-champion du monde.
- Grégory Haugton, natif de Saint Mary en 1973, athlète jamaïcain, spécialiste du 400 mètres, médaillé de bronze du relais 4 x 400 m aux Jeux olympiques de 1996 et , aux Jeux de 2000, médaillé de bronze sur 400 m et médaillé d'argent en relais 4 × 400 m.
- Owen Gray ( 1939-2025), chanteur jamaïcain, natif de Saint Mary.